# Coordinación de los Movimientos del Azawad

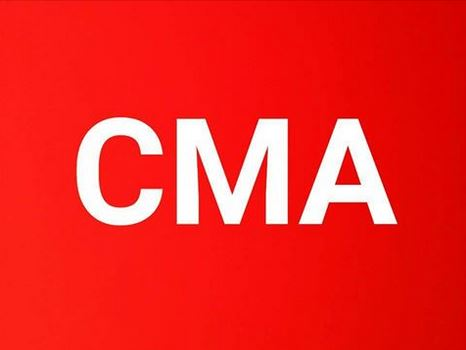
Bandera de la CMA.

La Coordinación de los Movimientos de Azawad ( CMA ) es una alianza de grupos rebeldes creada en Mali en 2014 durante la guerra de Malí. En abril de 2021 fue asesinado en Bamako Sidi Brahim Ould Sidati (MAA) presidente de la organización. El portavoz de la CMA es Mohamed Elamouloud Ramadane.

## Organización

### Composición

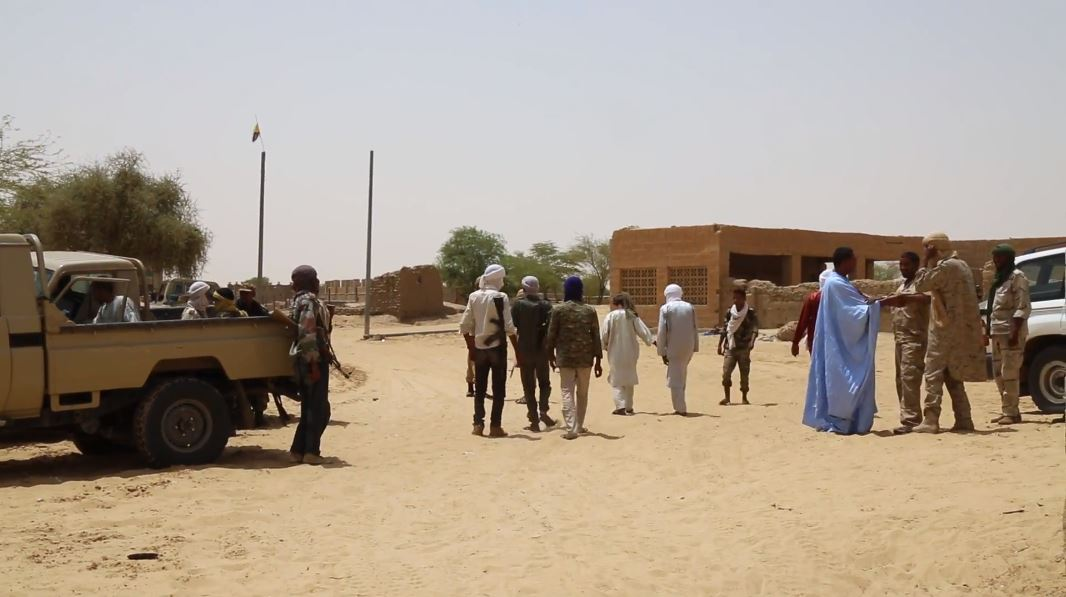
Combatientes de la CMA en Ber en enero de 2017.

La creación de la CMA fue anunciada el 28 de octubre de 2014. Forman parte de la CMA los siguientes grupos: 
- El Movimiento Nacional para la Liberación del Azawad (MNLA),[4][5]
- El Alto Consejo para la Unidad de Azawad (HCUA),
- Un ala del Movimiento Árabe del Azawad (MAA),

Otros grupos aseguran pertenecer al CMA, pero sin ser reconocidos por los grupos fundadores: 
- La Coalición del pueblo para el Azawad (CPA),[4][5]
- Un ala de la Coordinación de Movimientos y Frente Patrótico de Resistencia (CM-FPR2)  ,
- Movimiento de Salvación de Azawad (MSA)

El Frente Popular de Azawad (FPA), inicialmente se unió a la CMA antes de retirarse el 29 de noviembre de 2014

### Presidencia
La presidencia de la CMA es rotatoria: 
- Del 24 de octubre de 2014 al 16 de diciembre de 2016: Bilal Ag Acherif (MNLA);[5]
- Del 16 de diciembre de 2016 al 10 de septiembre de 2017:   Alghabass Ag Intalla (HCUA);[7]
- Del 10 de septiembre de 2017 al 26 de febrero de 2018: Sidi Brahim Ould Sidati (MAA) ,[8]
- En 2020 hay referencias de Bilal ag Acherif como presidente rotatorio de la CMA.[9]
- En 2021 era Sidi Brahim Ould Sidati quien presidía la organización. Fue asesinado el 13 de abril de 2021, frente a su casa de Bamako en un ataque no reivindicado;[2]